# Lleis de jurats mixtos
La llei dels jurats mixtos fou una llei aprovada el 27 de novembre de 1931 pel ministre del govern provisional de la Segona República Espanyola Francisco Largo Caballero, que determinava que les disputes laborals importants havien de ser sotmeses a la decisió d'un jurat mixt format pel mateix nombre de patrons i de treballadors, sis.